# As 48 Leis do Poder
The 48 Laws of Power (pt: As 48 Leis do Poder/ br: As 48 Leis do Poder) é o primeiro livro do autor norte-americano Robert Greene, e co-autoria de Joost Elffers. The 48 Laws of Power vendeu mais de 1,2 milhão de cópias nos Estados Unidos e foram traduzidas para 24 idiomas.
A Fast Company chamou o livro de "mega culto clássico" e The Los Angeles Times observou que The 48 Laws of Power transformou Greene em um herói de culto da elite de Hollywood e prisioneiros". O cantor 50 Cent afirmou que se relacionou com o livro "imediatamente", e se aproximou de Greene com a perspectiva de uma potencial colaboração, que mais tarde se tornaria The 50th Law, outro best-seller do New York Times.
Greene formulou inicialmente algumas das ideias em "As 48 Leis do Poder" enquanto trabalhava como escritor em Hollywood e concluía que a elite do poder atual compartilhava traços semelhantes com figuras poderosas ao longo da história.
Em 1995, Greene trabalhou como escritor na Fabrica, uma escola de arte e mídia, e conheceu um editor de livros chamado Joost Elffers. Greene apresentou a Elffers a ideia de um livro sobre poder e, seis meses depois, Elffers pediu a Greene que escrevesse um tratamento.
Embora Greene estivesse bastante insatisfeito em seu emprego, ele estava confortável e considerava o tempo necessário para escrever uma proposta de livro adequada como muito arriscado. No entanto, na época, Greene estava relendo sua biografia favorita sobre Júlio César e se inspirou na decisão de César de atravessar o rio Rubicão e lutar contra Pompeu, incitando assim a Grande Guerra Civil Romana. Greene escreveu o tratamento, que mais tarde se tornaria "As 48 Leis do Poder". Ele consideraria isso como o ponto de viragem de sua vida.
O livro "As 48 Leis do Poder" é um guia prático que analisa as dinâmicas do poder com base em exemplos históricos e narrativas ilustrativas. O autor, Robert Greene, destaca que o poder desempenha um papel onipresente nas relações humanas e defende a importância de compreendê-lo para navegar com sucesso na sociedade.
No cerne do livro está a ênfase na astúcia, dissimulação e estratégia como ferramentas fundamentais na busca pelo poder. Greene adverte contra a exposição excessiva e a ingenuidade, enfatizando que manter intenções ocultas e criar um ar de mistério pode ser vantajoso. A reputação é considerada um ativo valioso, e é aconselhável evitar conflitos públicos e manter uma imagem impecável.
Além disso, o autor destaca que o poder muitas vezes envolve a habilidade de manipular e exercer influência de forma sutil sobre os outros. Ele também enfatiza a importância de saber quando se retirar de situações desfavoráveis e de ser estratégico nas ações e alianças.
A generosidade é abordada como uma ferramenta, desde que seja usada de forma calculada para criar dívidas de gratidão que possam ser úteis no futuro. A necessidade de planejamento meticuloso e a manutenção de segredos são igualmente enfatizadas.

No âmago do livro está a concepção de que o poder é dinâmico e está em constante evolução, e aqueles que desejam conquistá-lo ou mantê-lo devem entender e aplicar essas leis com discernimento. No entanto, o autor também levanta questões éticas sobre o uso do poder e a manipulação de outras pessoas, deixando ao leitor a responsabilidade de aplicar essas lições com integridade.